# Zoumba Foulbe
Zoumba Foulbe est une localité du Cameroun située dans l'arrondissement de Gazawa, le département du Diamaré et la région de l’Extrême-Nord. Elle fait partie du canton de Gazawa rural.

## Population
En 1975, la localité comptait 92 habitants, des Peuls.
Lors du recensement de 2005, on y a dénombré 199 personnes.